# 第1回日刊體育日劇大賞
第1回 - 第2回→
第1回日刊體育日劇大賞是由日刊體育針對1998年播出的連續劇做出的投票。

## 最佳作品獎
- 戀愛世代

## 最佳男主角
- 木村拓哉（戀愛世代）

## 最佳女主角
- 常盤貴子（伴我情深）

## 最佳男配角
- 野村萬齋 （あぐり）

## 最佳女配角
- 稻森泉（海灘男孩）

## 最佳新人獎
- 瀧澤秀明（新聞女郎）